# Bárbara Dührkop
Bárbara Dührkop Dührkop (Hannover, 27 de julio de 1945) es una política socialista y catedrática española de origen alemán. Es viuda de Enrique Casas, senador socialista asesinado por los Comandos Autónomos Anticapitalistas en 1984.

## Biografía
En 1971 se licenció en Humanidades en la Universidad de Upsala (Suecia) y en 1973 trabajó como profesora de lengua en Hamburgo. De 1974 a 1978 fue catedrática adjunta de la Universidad de Erlangen-Núremberg y de 1974 a 1978 trabajó como profesora de lengua en el Instituto Usandizaga y en la Deutsche Schule San Alberto Magno de San Sebastián, de la que en 1995 presidió la Junta Directiva del Centro Cultural Alemán, titular del colegio. Militante del Partido Socialista de Euskadi (PSE-PSOE) desde 1978, fue elegida diputada en las elecciones al Parlamento Europeo de 1987, 1989, 1994, 1999 y 2004. Durante estos años ha sido, entre otros cargos, vicepresidenta de la Comisión de Presupuestos (1994-1999) y coordinadora del Grupo Socialista Europeo en la Comisión de Cultura y Educación (1989-1994). En 1999 fue elegida miembro del Comité Ejecutivo del Partido Socialista de Euskadi-Euskadiko Ezkerra. En 1995 recibió el Premio Mujer Progresista. También ha sido galardonada con la Gran Cruz del Mérito Civil de la República de Austria.